# Sven Bruhn
Sven Birger Bruhn (i riksdagen kallad Bruhn i Vallda), född 8 december 1837 i Vallda socken, Hallands län, död 15 februari 1917 i Vallda församling, var en svensk godsägare och politiker. 
Bruhn var son till godsägaren Carl Gustaf Bruhn, som varit riksdagsledamot för bondeståndet. 1875 valdes han med knapp majoritet till riksdagsman i andra kammaren Hallands norra domsaga. Han avböjde återval 1878. Bruhn ansågs vara en god talare men hade klen hälsa och bar ofta även vid blidväder päls och yllehalsduk. Bruhn yrkade i riksdagen på vakanssättning av båtsmanshushållet och framhöll att båtsmännen ofta ansågs som dåliga sjömän och hade sämre rykte än de indelta soldaterna. 1877 förordade han en kompromiss mellan regeringen och Lantmannapartiet men fick inte med sig många andra. 1878 motsatte han sig Lantmannapartiets förslag i försvarsfrågan.
Då Archibald Williamson som var riksdagsman för Hallands läns norra domsagas valkrets valde att stödja regeringen på urtima riksdagen 1892, skall Alfred Bexell ha hotat att omintetgöra hans omval. Hur det än var med den saken, vid valet 1893 vann Sven Bruhn som var frihandelsvän med två rösters majoritet valet i den annars protektionistiska kretsen. Före valet hade dock Sven Bruhn framlagt ett medlingsförslag i tullfrågan. I riksdagen motionerade han om införande av vissa värdetullar då han menade att inte alla tullar var av ondo, men förslagen föll. Han anslöt sig till frihandlarnas krav på en begränsad rösträttsutvidgning. Bruhns eftergifter i tullfrågan verkar dock inte ha varit tillräckliga, och trots splittring bland protektionisterna slogs Sven Bruhn ut av Aaron Norrman i valet 1896. Sven Bruhn var ordförande i Hallands läns landsting 1894-1914, och tog aktiv del i bildandet av Allmänna valmansförbundet 1904.

## Familj
Gift med Evelina, född Brag 1836 i Lund. Barn: Folke Birger (f. 1872) och Thyra (f. 1874).